# Larry Poons
Larry Poons és un pintor abstracte nord-americà nascut a Tòquio (Japó) l'any 1937. El 1938 ja estava vivint als Estats Units d'America. Va estudiar del 1955 fins a l'any 1957 al "New England Conservatory of Music" de Boston amb la intenció de convertirse en músic professional, però després de veure l'exposició de ''Barnett Newman a French and Company'' el 1958, va deixar la composició musical i es va inscriure a l'Escola de Belles Arts de Boston. També va estudiar a "l'Art Students League "de Nova York.

## Biografia
Larry Poons va néixer a l'1 d'octubre de l'any 1937 a Tòquio (Japó), i un any després es va mudar a EUA perquè els seus pares eren americans.
1955-57
Va estudiar en el "New England Conservatory of Music".
1958
Deixa d'estudiar al conservatori de música i comença a estudiar al "Boston Museum School of Fine Arts".
En el 1966 en endavant alterna la seva producció entre la música, la pintura i la docència. Destaquem:
Música: Creació de diferents temes principals de pel·lícules i documentals com ara el tema de la pel·lícula "Manual of Arms", o la pel·lícula amb Frank Stella.
Docència: És professor de vàries universitats, entre elles "Broward Community College", "Ted Deer College", "Universitat Tufts" i més universitats d'arreu dels Estats Units d'America.
Pintura: Ha fet vàries exposicions arreu del món, per exemple l'exposició de "Green Gallery", "Galeria Leo Castelli" o ara "Galeria Lawrence Rubin".

## Estil pictòric
L'estil pictòric de Larry Poons és pintura abstracta. Larry Poons ha anat canviant d'estil de pintura al llarg de la seva carrera. Des de finals dels anys seixanta, Larry Poons va mostrar preferència pels colors llampants. Poons va guanyar protagonisme als anys seixanta amb pintures de cercles i ovals, aquestes obres, conegudes com a pintures de dot (punts) es van classificar com a "art OP". En el 1965-66, es va allunyar de "l'art OP" i va anar cap a un estil més abstracte. Molta gent va criticar que Poons deixés de fer obres a l'estil d "art OP".

## Les seves obres
Les obres que més destaquen de Larry Poons són "Cherry Smash", 1963, 56 "x 56" va ser un dels quadres amb més valor econòmic de tots, "Donen", 1977, 111 "x 69 1/2" va ser un dels primers quadres després d'haver canviat d'estil, "The Unknown", 1985, 83 3/4″ x 133″ (detail) aquest quadre va ser famós per la quantitat de pintura que hi conté i per acabar el "Lady From Augusta", 2006, 64 1/2″ x 77″ un dels més famosos per haver sigut venut en una subhasta de Nova York.